# نيكولاس أولميدو
نيكولاس أولميدو (بالإسبانية: Nicolás Olmedo)‏ هو لاعب كرة قدم أرجنتيني في مركز الوسط، ولد في 10 مارس 1983 في Godoy Cruz, Mendoza ‏ في الأرجنتين. شارك مع منتخب الأرجنتين لكرة القدم. أما مع النوادي، فقد لعب مع أرجنتينوس جونيورز وغودوي كروز ونادي برشلونة.

## وصلات خارجية
- نيكولاس أولميدو على موقع قاعدة بيانات كرة القدم.إي يو (الإنجليزية)
- نيكولاس أولميدو على موقع ناشيونال فوتبول تيمز (الإنجليزية)